# Teofrast
Teofrast ([Θεόφραστος] Napaka: {{Jezik-xx}}: transliteration text not Latin script (pos $1) (pomoč)), starogrški filozof in utemeljitelj botanike, * ok. 371 pr. n. št., Eresos, † ok. 287 pr. n. št., Atene.
Teofrast velja za enega izmed najuniverzalnejših antičnih učenjakov. Bil je tudi Aristotelov učenec in kasneje njegov naslednik na čelu peripatetične filozofske šole. Zanimalo ga je veliko stvari kot so biologija, fizika, etika, psihologija, metafizika idr. Ohranjena so tri njegova dela: dve botanični deli Opisi rastlin in O vzrokih rastlin ter poljudno psihološko delo Značaji.  
Teofrast se je rodil okoli leta 371 pr. n. št na otoku Lezbos v mestu Erez v bogati obrtniški družini. Bil je grški filozof in eden najuniverzalnejših antičnih učenjakov. Njegovo pravo ime je bilo Tirtam (Τύρταμος), o tem zakaj je dobil vzdevek Teofrast pa je že v času antike krožilo več različnih anekdot. Najbolj znana je ta, da naj bi mu ime Teofrast (kar pomeni božanski govorec) podelil Aristotel, ki ga je kot govorca zelo cenil.
V Atene je prišel v zgodnji mladosti. Sprva je študiral na Platonovi Akademiji. Po Platonovi smrti se je pridružil Aristotelu. Z Aristotelom je delil zanimanja za različne filozofske in znanstvene discipline in bil s tega vidika prav tako zelo izobražen. Ta mu je zapustil svoje spise in ga imenoval za svojega naslednika na Liceju, ki jo je po Aristotelovi smrti uspešno vodil šestintrideset let. V enem od semestrov za časa njegovega vodenja je Likej obiskovalo več kot 2000 študentov. Med njegovimi učenci so bili med drugim tudi znameniti državnik Demetrij iz Falerona, zdravnik Erizistrat, pesnik Menander ... Prav tako ga uvrščamo med utemeljitelja botanike, zaradi njegovih bogatih del o rastlinah. Po njegovi smrti, okoli leta 286 pr. n. št., so ga Atenci počastili z javnim pogrebom. Še pred smrtjo pa je napisal oporoko, ki velja za eno najlepših in najizčrpnejših primerkov ohranjenih antičnih oporok. Kasneje je kot vodja šole njegovo delo nadaljeval Straton iz Lampsaka.
Teofrast se je predvsem zanimal za biologijo, natančneje rastline, in pa fiziko, etiko ter metafiziko. Zanimivo je, da gleda na prostor kot zgolj ureditev in položaj organov; čas kot nesrečo gibanja ter samo gibanje kot nujno posledico vseh dejavnosti. Meni, da je v etiki srečo treba šteti odvisno od zunanjih vplivov.
Teofrast je v svoji filozofiji predvsem sledil naukom Aristotela, hkrati pa jih je želel bolj natančno opredeliti in jih preoblikovati. Ker se je večina njegovih del izgubila, je težko določiti, kaj je dejansko dodal Aristotelovim delom in kje ga je nadgradil. Pri svoji filozofiji se je posvečal predvsem štirim disciplinam – logiki, fiziki, metafiziki ter etiki. Biograf antičnih filozofov Diogen Laertiju je ohranil več kot 227 naslovov njegovih del, ki zaobsegajo vsa področja takratnega znanja.

## Logika in govorništvo
Teofrast se je v logiki gibal znotraj osnov Aristotelove silogistične logike ter hkrati kakor njegov učitelj upošteval prednosti govorništva (retorike). V svojem delu O elementih govora  je razlagal o razmerju med glavnimi elementi govora in podrejenimi elementi, o izrazih iz metafor ter omenjal povezavo med čustvi in govorom. Pisal je o enotnosti sodbe, o različnih vrstah negacij ter o absolutni in pogojni nujnosti. V svojem nauku o silogizmih (načinih sklepanja) je predstavil dokaze za preoblikovanje pritrdilnih sodb.

## Fizika in metafizka
Teofrast je svojo fiziko predstavil z dokazom, da celoten naravni obstoj potrebuje načela. S tem je predvsem mislil gibanje, ki ga je postavil za temelj vseh sprememb. Gibanje je videl kot dejavnost, ki sama po sebi nima nekega določenega cilja. Spoznal je, da nobena dejavnost ne poteka oz. ni izvedljiva brez gibanja. Na podlagi te ugotovitve je povezal vse dejavnosti duše do gibanja: želje in fizične potrebe po gibanju, presojanje in premišljevanje o duhovnem gibanju.
V nasprotju z Aristotelovo natančno predstavo in modelom vesolja, ga je sam obravnaval na drugačen način. Čas je poimenoval akcidenco gibanja, saj se mu ni zdelo, da ga ljudje lahko gledajo, ravno tako kot pri Aristotelu, ki pa ga je poimenoval kot številčno determinanto gibanja. Kritičen je bil do nauka o štirih klasičnih elementih (voda, zrak, ogenj, zemlja), saj je dvomil, da je lahko ogenj element, ker vedno potrebuje podlago oziroma gorljivo snov.
Teofrast je, kadar so njegova raziskovanja presegla meje njegovih izkušenj, raje razvijal težave, kot pa jih reševal. Tak njegov način dela je še posebno prikazan v njegovem delu Metafizika, kjer ni sledil Aristotelovim poskusom, da bi skliceval končne rešitve in razvijal notranje povezave med poskusi in pojavi. Njegovi sodobniki so se pritoževali nad tem, da Teofrast ni izražal svoje doslednosti in spoštovanja do bogov.

## Etika
Teofrast ni dopustil, da bi sreča veljala za brezpogojno moralno vrednost. Sreča je podrejena več zahtevam, kot na primer korist prijatelja, ki pa lahko človeku tudi škoduje. Kasneje je bila napaka najdena v izrazu: »Življenju vlada sreča, ne modrost.« (vitam regit fortuna non sapienti). V nauku o ugodju, prav tako ni sovpadal z naukom Aristotela. To je dokazal z dvema objavljenima spisoma. V prvem se je ukvarjal z ugodjem na splošno, v drugem pa je obravnaval ugodje kot ga je definiral Aristotel. Tudi sam je imel tako kot njegov učitelj Aristotel raje teoretično, kot pa aktivno življenje. Aristotel pa ni odobraval njegove preference do življenja brez omejitev (kot je npr. družina). Nasprotoval je prehranjevanju z mesom. Pravil je, da s pobijanjem živali za našo hrano, živalim odvzamemo življenje in da tudi nečloveške živali lahko mislijo, čutijo in občutijo kot ljudje.

## Psihologija
Značaji je zbirka 30 kratkih realističnih skic o različnih tipih običajnih posameznikov z nezaželenimi lastnostmi, ki jih je Teofrast opazoval na ulicah Aten v poznem 4. stoletju pr. n. št. Takšni značaji naj bi bili zlasti uporabljeni v antični komediji. Naj bi bila napisana še druga knjiga, ki naj bi vsebovala opise resnih in plemenitih značajev, a je bila izgubljena (to omenjata Diogen Laertij in Elisabetta Matelli). V izvirniku ima knjiga naslov Nravstveni značaji (Ἠθικοὶ χαρακτῆρες), a se zanjo uporablja skrajšano ime. Delo predstavlja prve poskuse sistematičnega opisovanja karakterjev. Knjigo nekateri obravnavajo kot samostojno delo Teofrasta, drugi pa menijo, da je bila večina skic njegovih, a so jih združili in uredili šele po njegovi smrti. Prva pobuda za nastanek tega dela je bila v Aristotelovi šoli ob predavanjih iz etike in pri retoriki. Knjigo si ljudje interpretirajo na različne načine - eni kot izvlečke obsežnejše znanstvene razprave, drugi kot literarno umetnino, tretji kot polemične spise, četrti pa v njih odkrivajo vzgojno-didaktične tendence. Večina novejših interpretov pa meni, da je Teofrast s tem delom želel predvsem utemeljiti karakterologijo kot samostojno znanstveno disciplino. Po njegovi smrti zanimanje za karakterološke študije pri peripetetikih ni zamrlo. Nastalo je na primer delo O krepostih in slabostih, v katerem so bile nekatere definicije zelo podobne Teofrastovim. Med nasledniki Teofrasta v vodstvu peripatetikov sta se s karakterologijo ukvarjala Likon, ki je ustvaril opis pijanca in pa Ariston, ki je ustvaril daljše ali krajše ekscerpte z opisi nevljudnosti, naivnosti, šarlatanstva, važnosti, ironije, omalovaževanja.
Veliko ljudi je posnemalo njegov način pisanja Značajev, med drugim: Joseph Hall – Značaji vrlin in slabosti (1608), John Earle – Eseji in značaji (1628), George Eliot, ki je dobila inspiracijo za svojo knjigo značajev Impressions of Theophrastus Such, Jean de La Bruyère, ki je leta 1688 prevedel Značaje in napisal še svojo verzijo. Ko je Teofrastov študent Menander pisal svoje komedije je za like uporabil osebe, ki so imele značaje ljudi, ki jih je opisal Teofrast. V slovenščino je Značaje prvi prevajal Anton Sovre, vendar je prevod nedokončan obležal v njegovi rokopisni zapuščini. Prvi dokončan prevod izpod peresa Kajetana Gantarja je izšel leta 1971 kot 123. zvezek zbirke Kondor.
Teofrast hudomušno in karikirano obravnava trideset tipov moralno neprivlačnih značajev ljudi značajev, kot so npr. nečimrnost, nergaštvo, hinavstvo, prilizljivost, nesramnost, prepirljivost, pohlep,... Gre za kratke in humoreskne orise značajev na posameznih primerih. Začetni definiciji nergaštva (je neosnovano godrnjanje nad vsem, kar kdo dobi), sledijo posamezni primeri izjav nergačev. Primera: »Na Zeusa se jezi (nergač), ne zato, ker dežuje, ampak ker dežuje prepozno.« in »Dobil je pravdo, morda celo z vsemi glasovi – pa še očita odvetniku, da je izpustil celo vrsto zanj ugodnih pravnih razlogov.«.

## Botanika
Opisi rastlin (Historia Plantarum) spada med eno izmed najpomembnejših knjig naravoslovja v času antike, ki je pustila vpliv tudi na kasnejšo renesanso. Čeprav je že Aristotel pokazal zanimanje za rastline, ga je Teofrast v tej disciplini daleč presegel, saj je pokazal veliko večje zanimanje za podrobnosti in tako postal utemeljitelj botanike kot znanosti. Aristotel je rastline motril z vidika svoje psihologije (rastlinska duša), medtem ko je Teofrast zbral in uredil podatke takratnih strokovnjakov: kmetovalcev, stavbarjev, mizarjev, zdravnikov, zeliščarjev, čebelarjev, itd.. Napisana je bila nekje v letih 350–287 pr. n. št. Zapisana je bila v 10 zvezkih, a se en ni ohranil. Kljub temu je dolžina knjige več kot 100.000 besed. Teofrast se v knjigi ukvarja s strukturo, razmnoževanjem in rastjo rastlin. Kot prvi v zgodovini botanike je opisal uporabo določenih rastlin in jih poskušal biološko razvrstiti, glede na osnove razmnoževanja. 
- Zvezek 1: Anatomija rastlin. Teofrast predstavi anatomijo rastlin, vključno z listi, cvetjem, peclji, semeni, koreninami… Rastline razdeli na drevesa, grmičevja, zelnate trajnice in letna zelišča.
- Zvezek 2: Drevo in razmnoževanje rastlin. Teofrast piše o tem, da lahko rastline spontano rastejo iz semena ali vegetativnih delov rastline
- Zvezek 3: Divja drevesa. Teofrast trdi, da vsa divja drevesa rastejo iz semen ali korenin. Trdi tudi, da drevesa, ki lahko rastejo na hribu in ravnini zrastejo višje kot tista, ki lahko rastejo samo na ravnini.
- Zvezek 4: Drevesa in grmičevje iz tujine. Teofrast opisuje različna drevesa in grmičevja iz različnih krajev in drugačnih habitatov (npr. v Egiptu, Libiji, Aziji, Sredozemlju …). Omeni dejavnike, ki zmanjšujejo življenje rastlin, med drugim omeni tudi bolezni in pa vremensko škodo.
- Zvezek 5: Les. Teofrast opisuje les na različnih vrstah dreves, vplive podnebja na lesu, vozle v lesu in še druge razlike v kakovosti med lesi ter uporabo lesa.
- Zvezek 6: Grmičevja s trnjem ali brez trnja. Teofrast ugotavlja razlike med grmičevjem s trnjem in brez. Razlike najde v številu venčnih listov, hrapavosti lubja, barvi in vonju.
- Zvezek 7: Zelišča. Teofrast poroča o tem, kdaj se posadi katero vrsto zelišč, nekatere vrste še natančneje opiše in pove, da niso vsa zelišča užitna.
- Zvezek 8: Žita in stročnice. Teofrast združi žita in stročnice (grah in fižol), ki vključujejo mnoge zasejane rastline kot so proso in sezam. Poroča tudi o tem, da rastline rastejo različno glede na regijo.
- Zvezek 9: Zdravilna uporaba rastlin. Teofrast opisuje uporabo rastlin v zdravilne namene. Opiše uporabo sokov (chylismos), kavčuka in smole. Podatke o zdravilnih lastnostih posameznih rastlin je dobil od nabiralcev in prodajalcev zelišč.

Historia Plantarum je bila prvič prevedena v latinščino leta 1483, ko jo je prevedel bizantinski renesančni humanist Teodor Gaza. Johannes Bodaeus je leta 1644 v Amsterdamu objavil citirano izdajo, kateri je dodal komentarje in ilustracije. Sir Arthur Hort pa je leta 1916 objavil prvi angleški prevod te knjige.
- Metafizika
- Značaji (ohranjeno)
- Vetrovi
- O požaru
- O medu
- Živali čutijo nevoščljivost
- Izobraževanje kraljev in kraljic
- O izločanju
- O glasbi
- O ljubezni
- O sokovih, barvah in mesu
- Izrazi
- Smešno
- O pijanosti
- O spanju
- Zakoni umora
- Opisi rastlin (9 knjig)
- O vzrokih rastlin (6 knjig)
- Po kamnih
- O strupenih živalih
- O raznolikosti živalskih glasov
- O spreminjanju barv pri živalih

- "Čas je najdragocenejša stvar, s katero lahko človek razpolaga."

- "Govorica je navada, ki je gonilo, da obrekujemo druge… Obrekuje prijatelje in sorodnike in ne opusti niti mrtvih. To vedenje zahteva iskrenost in svobodo ter demokratični duh, ki nima večje veselje na tem svetu. Ta govorica vznemirja ljudi in jih pomirja."

- "Koža obljublja stvari, ki jih lahko dosežete."

- "Laskanje je ne opredeljivo obnašanje, pri katerem pa imajo polaskani premoč."

- Reale G. 2002. Zgodovina antične filozofije 3. Ljubljana: Studia humanitatis, str. 108
- Theophrastus. 2006. Značaji. Ljubljana: Modrijan, str. 135
- Vorländer K. 1977. Zgodovina filozofije. Ljubljana: Slovenska matica
- Characters of Theophrastus. [citirano: 29. 11. 2015]. Dostopno na naslovu: http://ancienthistory.about.com/od/chcl/g/082209CharactersofTheophrastus.htm Arhivirano 2015-09-06 na Wayback Machine.
- Teofrast. [citirano: 29. 11. 2015]. Dostopno na naslovu: http://www.modrijan.si/slv/Knjizni-program/Knjizni-program/Avtorji/Sk-T/Teofrast%5B%5D
- Theophrastus. [citirano: 29. 11. 2015]. Dostopno na naslovu: http://www.encyclopedia.com/topic/Theophrastus.aspx
- Theophrastus. [citirano: 29. 11. 2015]. Dostopno na naslovu: http://www.iep.utm.edu/theophra/
- Theophrastus. [citirano: 29. 11. 2015]. Dostopno na naslovu: http://www.britannica.com/biography/Theophrastus
- Theophrastus Quotes. [citirano: 29. 11. 2015]. Dostopno na naslovu: http://www.brainyquote.com/quotes/authors/t/theophrastus.html

1. ↑  Любкер Ф. Theophrastus // Реальный словарь классических древностей по Любкеру — Sankt Peterburg.: Общество классической филологии и педагогики, 1885. — С. 1375.